# Enid Greene

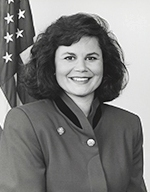
Enid Greene

Enid Greene (* 5. Juni 1958 in San Rafael, Kalifornien) ist eine US-amerikanische Politikerin. Zwischen 1995 und 1997 vertrat sie den zweiten Wahlbezirk des Bundesstaates Utah im US-Repräsentantenhaus.

## Frühe Jahre
Enid Greene besuchte bis 1976 die East High School in Salt Lake City und studierte danach bis 1980 an der University of Utah. Sie beendete ihre Ausbildung im Jahr 1983 mit einem Jurastudium an der Brigham Young University. In der Folge arbeitete sie als Rechtsanwältin für eine Softwarefirma und danach in einer Kanzlei in Salt Lake City.

## Politische Laufbahn
Enid Greene schloss sich der Republikanischen Partei an und wurde Mitglied des Beraterstabs von Gouverneur Norman H. Bangerter. In den Jahren 1984 und 2004 war sie Delegierte auf den jeweiligen Republican National Conventions. 1992 unterlag sie bei den Kongresswahlen im zweiten Wahlbezirk von Utah mit 47 % zu 50 % der Wählerstimmen Karen Shepherd von der Demokratischen Partei. Im Jahr 1993 heiratete sie Joe Waldholtz, der bei den Kongresswahlen des Jahres 1994 ihr Wahlkampfmanager wurde. Ihr sehr teurer Wahlkampf führte zu einer relativen Mehrheit von 46 % gegen die Amtsinhaberin Karen Shepherd, die auf 36 % der Stimmen kam. Damit konnte Enid Greene am 3. Januar 1995 als Abgeordnete in den Kongress einziehen.
Während ihrer zweijährigen Amtszeit wurde sie schwanger und gebar als zweite Kongressabgeordnete nach Yvonne Brathwaite Burke während ihrer Amtszeit ein Kind. In der Zwischenzeit hatte sich herausgestellt, dass ihr Mann Wahlkampfgelder veruntreut und unterschlagen hatte. Dieser verschwand im November 1995 für sechs Tage, ehe er sich den Behörden stellte. Enid Greene reichte daraufhin die Scheidung ein. Trotzdem wuchs der Druck der Öffentlichkeit auf sie; ihre Partei drängte sie zu einem Verzicht auf eine erneute Kandidatur im Jahr 1996. Ihr Mann wurde zu einer Bewährungsstrafe verurteilt, während der er wegen eines neuen Vergehens, diesmal war es Scheckbetrug, verurteilt wurde.

## Weiterer Lebenslauf
Enid Greenes Karriere als Politikerin erlitt durch diese Vorfälle einen herben Rückschlag. Erst allmählich konnte sie wieder politisch Fuß fassen. Im Jahr 2004 bewarb sie sich erfolglos um die Nominierung ihrer Partei für das Amt des Vizegouverneurs von Utah. Im Jahr 2007 wurde sie dann für einige Monate kommissarische Leiterin der Republikanischen Partei in Utah.